# (1509) Esclangona
(1509) Esclangona es un asteroide que forma parte del cinturón interior de asteroides y fue descubierto por André Patry el 21 de diciembre de 1938 desde el Observatorio de Niza, Francia.

## Designación y nombre
Esclangona recibió al principio la designación de 1938 YG.
Posteriormente se nombró en honor del astrónomo francés Ernest Esclangon (1876-1954).

## Características orbitales
Esclangona orbita a una distancia media de 1,866 ua del Sol, pudiendo alejarse hasta 1,926 ua y acercarse hasta 1,806 ua. Tiene una excentricidad de 0,03232 y una inclinación orbital de 22,32°. Emplea 931,1 días en completar una órbita alrededor del Sol. Pertenece al grupo asteroidal de Hungaria.

## Satélite
En 2003, un equipo liderado por W. J. Merline descubrió un pequeño satélite de unos cuatro kilómetros a una distancia de unos 140 km.[cita requerida]